# Fountain Hill (Arkansas)
Fountain Hill – miasto w Stanach Zjednoczonych, w stanie Arkansas, w hrabstwie Ashley.